# 1886 en Ontario
Chronologie de l'Ontario
- 1882
- 1883
- 1884
- 1885
- 1886
- 1887
- 1888
- 1889
- 1890

Cette page concerne des événements d'actualité qui se sont produits durant l'année 1886 dans la province canadienne de l'Ontario.

## Politique
- Premier ministre : Oliver Mowat (Parti libéral).
- Chef de l'Opposition: William Ralph Meredith (Parti conservateur)
- Lieutenant-gouverneur: John Beverley Robinson (en)
- Législature: 5e (en) puis 6e (en)

## Événements

### Avril
- 18 avril : le député libéral fédéral de Haldimand David Thompson est décédé en fonction à Indiana à l'âge de 49 ans.

### Juin
- 8 juin : le diocèse d'Ottawa devient l'archidiocèse d'Ottawa.

### Septembre
- 8 septembre : le libéral Charles Wesley Colter est élu sans opposition député fédéral de Haldimand à la suite de la mort du même parti David Thompson le 18 avril dernier.

### Décembre
- 28 décembre : le Parti libéral d'Oliver Mowat remporte l'élection générale pour une cinquième mandat consécutive que son parti reprend une plus grande majorité à l'Assemblée législative avec 57 candidats élus contre 32 pour le Parti conservateur de William Ralph Meredith et l'indépendant Samuel Armstrong (en) remporte la circonscription de Parry Sound. Bien que les conservateurs ont perdu cinq sièges, Meredith préfère de continué son rôle du chef de son parti.

## Naissances
- 15 janvier : Clarence Decatur Howe, député fédéral de Port Arthur (1935-1957) († 31 décembre 1960).
- 30 août : Ray Lawson (en), 17e lieutenant-gouverneur de l'Ontario († 4 avril 1980).

## Décès
- 31 mars : Amos Wright, fermier, maire de Markham (1850) et député fédéral de York-Ouest (1868-1872) (° 24 novembre 1809).
- 18 avril : David Thompson, député fédéral de Haldimand (1867-1886) (° 7 décembre 1836).
- 4 juillet : Pitikwahanapiwiyin, chef amérindien des Cris qui avait participé à la rébellion du Nord-Ouest (° 1842).